# تیم‌ویوئر

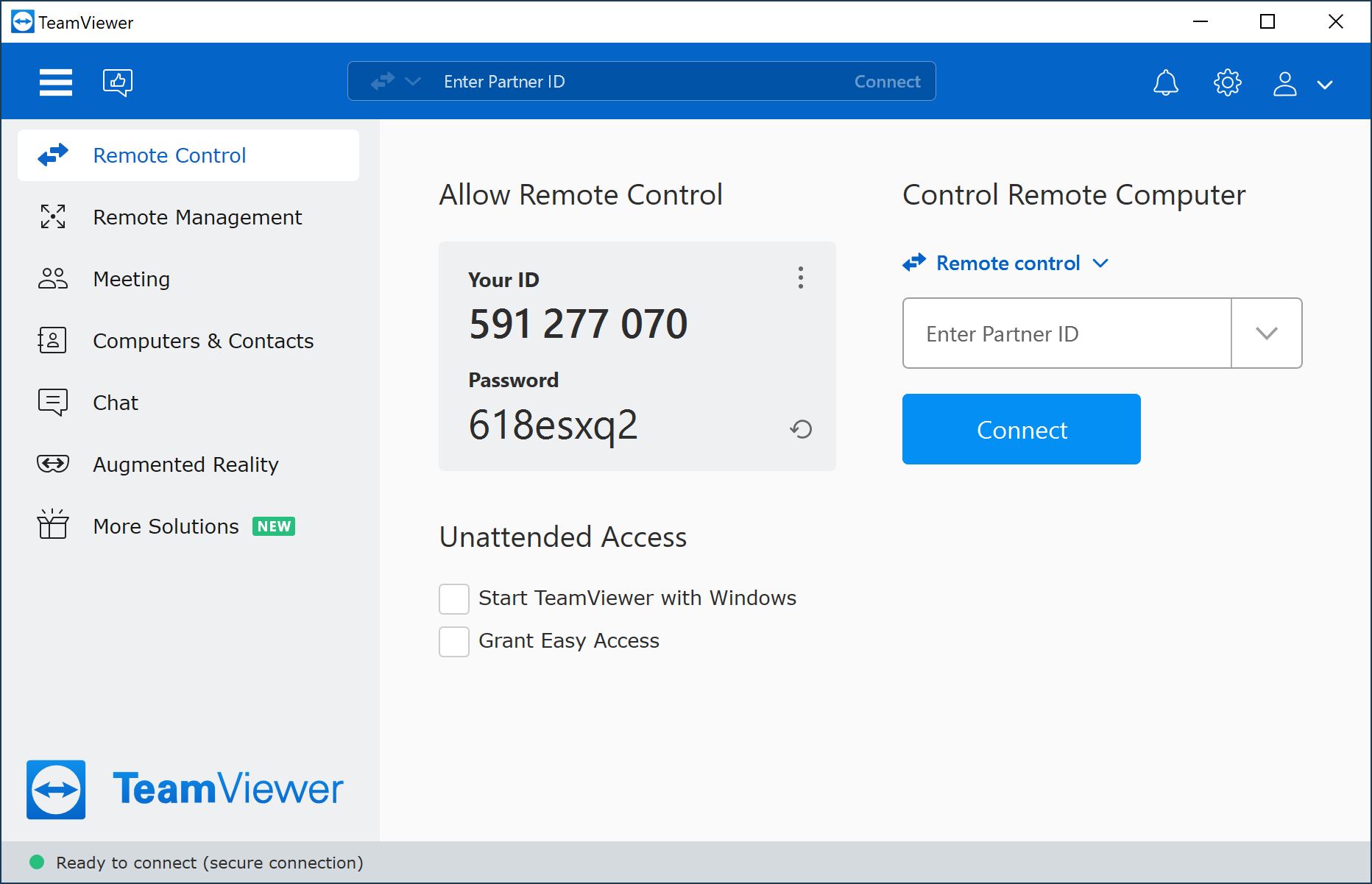
Desktop version

تیم‌ویوئر (به انگلیسی: TeamViewer) نرم‌افزاری است برای کنترل، هدایت، و تعمیر رایانه‌ها از راه دور از طریق وصل دو رایانه با کمک شبکه اینترنت. این نرم‌افزار متعلق به شرکت آلمانی "TeamViewer GmbH" تا چندی پیش فقط قابل خرید بود ولی اکنون می‌توان آن را برای مصارف شخصی به رایگان دانلود و استفاده کرد. دو کاربر می‌توانند با نصب و بکارگیری این نرم‌افزار و رد و بدل رمزهای عبور، رایانه‌های خود را به‌طوری با یکدیگر مرتبط سازند که یک کاربر (طرف فعال) تصویر مانیتور کاربر دیگر را از دور ببیند و به تمامی محتوی رایانه او دسترسی داشته باشد. با کمک این برنامه امکانات وسیع آپلود و دانلود نرم‌افزار هم مهیا می‌شود.
این نرم‌افزار از کارساز پراکسی (Proxy)، فایروال و برگردان نشانی شبکه (NAT) به راحتی عبور می‌کند.
نحوه عملکرد این نرم‌افزار:
پس از نصب نرم‌افزار، به شما یک Your ID و Password تعلق می‌گیرد که اگر این مشخصات را در اختیار فردی که او نیز، همین نرم‌افزار را نصب کرده‌است قرار دهید، می‌تواند وارد کامپیوتر شما شود و با نظارت شما اقدام به فعالیت نماید. شما می‌توانید با Exit کردنِ این نرم‌افزار، سطح دسترسی فرد مقابل را از سیستم خود، قطع کنید. با هر بار بستن و باز کردن نرم‌افزار، یک Password جدید به شما تعلق می‌گیرد که اگر می‌خواهید فرد مورد نظرتان، مجدداً وارد کامپیوتر شما شود، باید Password جدید را در اختیار وی قرار دهید. برای استفاده از این نرم‌افزار، لازم است سرعت اینترنت هر دو نفر، مطلوب باشد و هنگام ورود، هیچگونه Download صورت نگیرد تا افت سرعت ایجاد نشود.
این نرم‌افزار نمی‌تواند خطرناک باشد و hack به حساب آید:
در این نرم‌افزار، تمامی رفتارهایی که فرد وارد شونده انجام می‌دهد توسط صاحب سیستم قابل مشاهده و کنترل است. هر کلیک و هر حرکت Mouse فرد وارد شونده، از طرف صاحب کامپیوتر قابل مشاهده است و هر زمان که بخواهد، می‌تواند کنترل را به دست گیرد و فرد وارد شونده را، تنها با بستن نرم‌افزار TeamViewer از سیستم خود اخراج کند. در حالی که حمله‌های Hacker هیچ هشدار یا پیامی به قربانی نمی‌دهد و در سکوت کامل به کامپیوتر کاربر نفوذ می‌کند و نیاز به هیچگونه اجازه‌ای ندارد و عملاً کاربر، نمی‌تواند چیزی را متوجه شود؛ بنابراین، تحت هیچ شرایطی، عملکرد این نرم‌افزار از نوع حمله‌های Hacker نیست و هیچگونه خطری برای هیچ نوع کاربری ندارد و آنتی ویروس‌ها نیز با آن مشکلی ندارند. تنها مسئله‌ای که باید به آن توجه داشته باشید آن است که به شخص وارد شونده، اجازهٔ ایجاد تغییر در تنظیمات نرم‌افزار TeamViewer خود را ندهید.
سیستم‌های مورد حمایت عبارتند از: ویندوز ۹۸ تا ویندوز ۱۱ و مک اواس ۱۰٫۴ به بالا.

## عدم دسترسی در ایران
نرم‌افزار تیم‌ویوئر آی پی‌های ایران را بلاک کرده‌است و امکان استفاده از این نرم‌افزار در ایران وجود ندارد
این تحریم در نسخه های ۲۰۲۱ به بعد این نرم افزار وجود ندارد و کاربران ایران میتوانند از آن استفاده کنند.

## امنیت
TeamViewer از آراس‌ای خصوصی/عمومی تبادل کلیدی (۱۰۲۴-بیت) و رمزگذاری پیشرفته استاندارد (۲۵۶-بیت) رمز بندی در جلسات استفاده می‌کند.
در تنظیمات پیش فرض، TeamViewer از یکی از سرورهای TeamViewer.com برای شروع اتصال و مسیریابی ترافیک بین ماشین‌های لوکال کلاینت (کامپیوتری که می‌خواهد وصل شود) و ریموت هاست ( کامپیوتری که به آن وصل می‌شوند) استفاده می‌کند. با این حال در ۷۰٪ از موارد پس از دادن یک ارتباط مستقیم از طریق UDP یا TCP برقرار است.